# Avenue Duluth
L'avenue Duluth est une voie de Montréal.

## Situation et accès
D'orientation est-ouest, elle relie le parc du Mont Royal au parc La Fontaine et traverse l'arrondissement du Plateau-Mont-Royal.
On y trouve de nombreux restaurants et de petits commerces.

## Origine du nom
Elle rend honneur à Daniel Greysolon, sieur Du Lhut (1639-1710), coureur de bois et explorateur français.".

## Historique

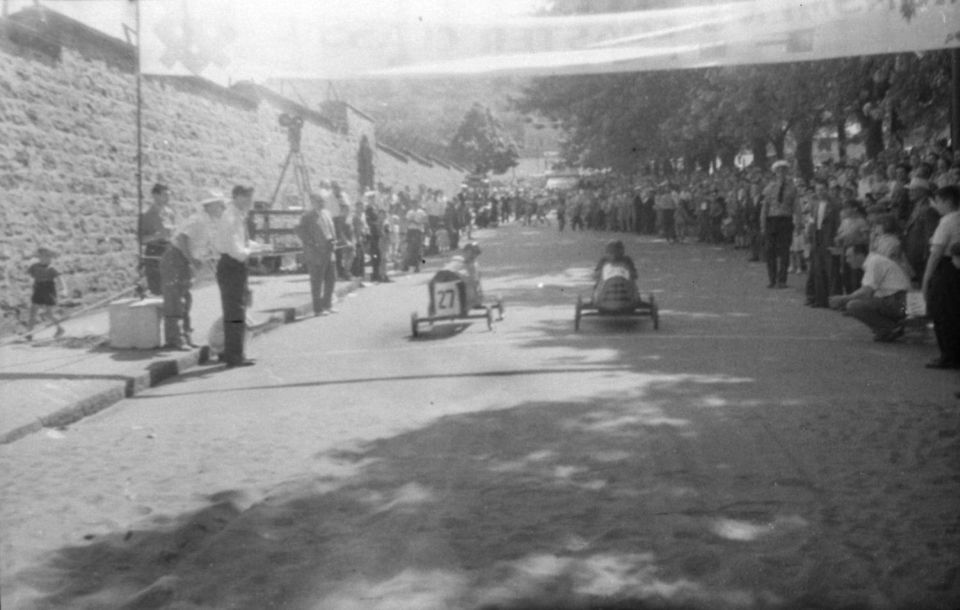
Compétition Kinsmen Coaster Classic sur l'avenue, juin 1948

"L’avenue Duluth apparaît à partir de 1859 sous le nom de « rue Saint-Jean-Baptiste », dans le village du même nom.
Le 1er décembre 1890, la rue est nommée "avenue Duluth".
"Les fonctions commerciale et manufacturière caractérisent avant tout cette voie depuis le début du XXe siècle. On y retrouvait une fabrique de bonbons et de vêtements, des cordonneries, une station-service, des épiceries et une boulangerie. Vers le milieu du XXe siècle, les commerces de proximité sont entre autres progressivement remplacés par des commerces de réparation d’électroménagers et d’imprimerie et un hôpital vétérinaire. Dans les décennies suivantes, les artisans qui y résident ouvrent boutique au rez-de-chaussée."
"En partie sous l’influence de la communauté grecque de Montréal, le visage de l’avenue change au début des années 1980 et devient fortement commercial avec l’ouverture de plus de vingt-cinq restaurants sur toute sa longueur. L’adoption en mai 1978 de la loi autorisant la vente de vin dans les épiceries donne le coup d’envoi à la formule, vite populaire, des restaurants  apportez votre vin, qui transforme l’avenue Duluth. Depuis, sous la pression des résidents, la Ville limite l’émission de permis de restaurants sur toute la voie."

### Urbanisme
C'est une avenue dont les trottoirs ont été élargis, à l'est du boulevard Saint-Laurent, au début des années 1980 de telle sorte que, bien qu'elle soit accessible aux automobiles, les piétons se sentent plus à l'aise. La circulation y est ralentie. Dans cette portion de la rue Duluth, sa disposition est sur le modèle des woonerf (cours résidentielles) néerlandais, comportant de larges bacs à fleurs et une mince distinction entre la rue et le trottoir.

## Source
- Julie St-Onge, "L'avenue Duluth", Les grandes rues de Montréal, site  Web des Archives de la Ville de Montréal, http://ville.montreal.qc.ca/portal/page?_pageid=5677,32377691&_dad=portal&_schema=PORTAL

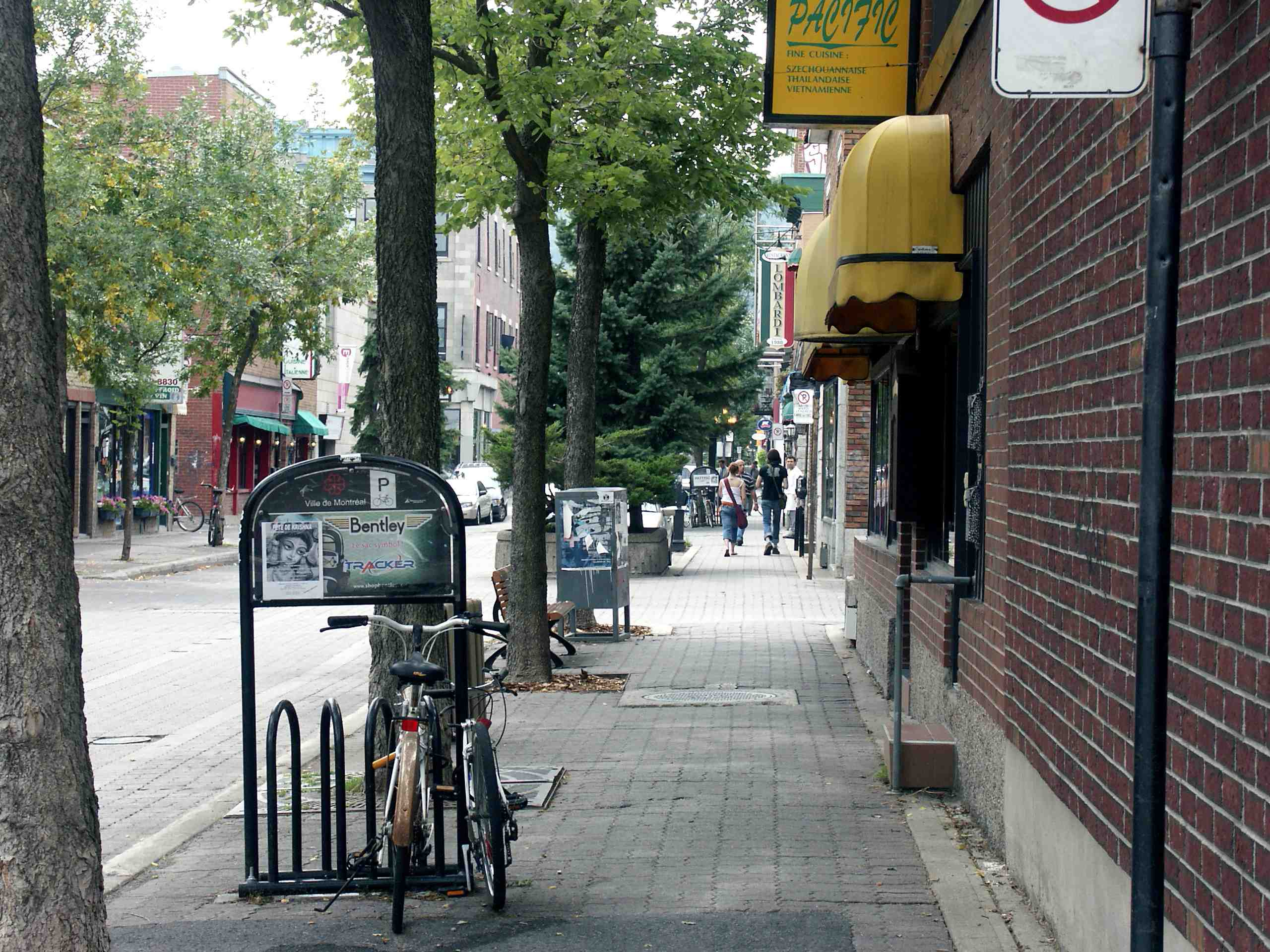
Vue typique
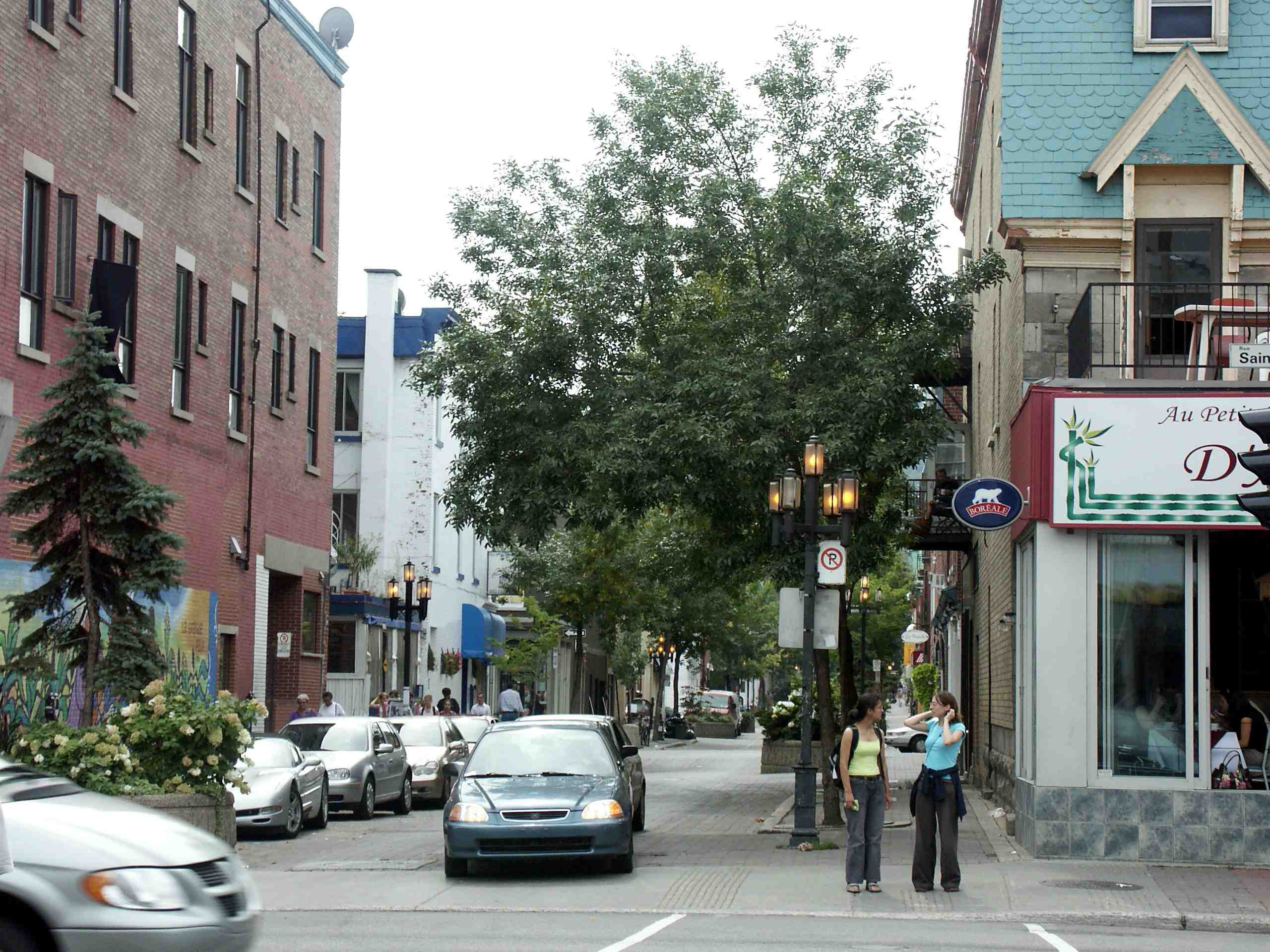
rue Saint-Denis
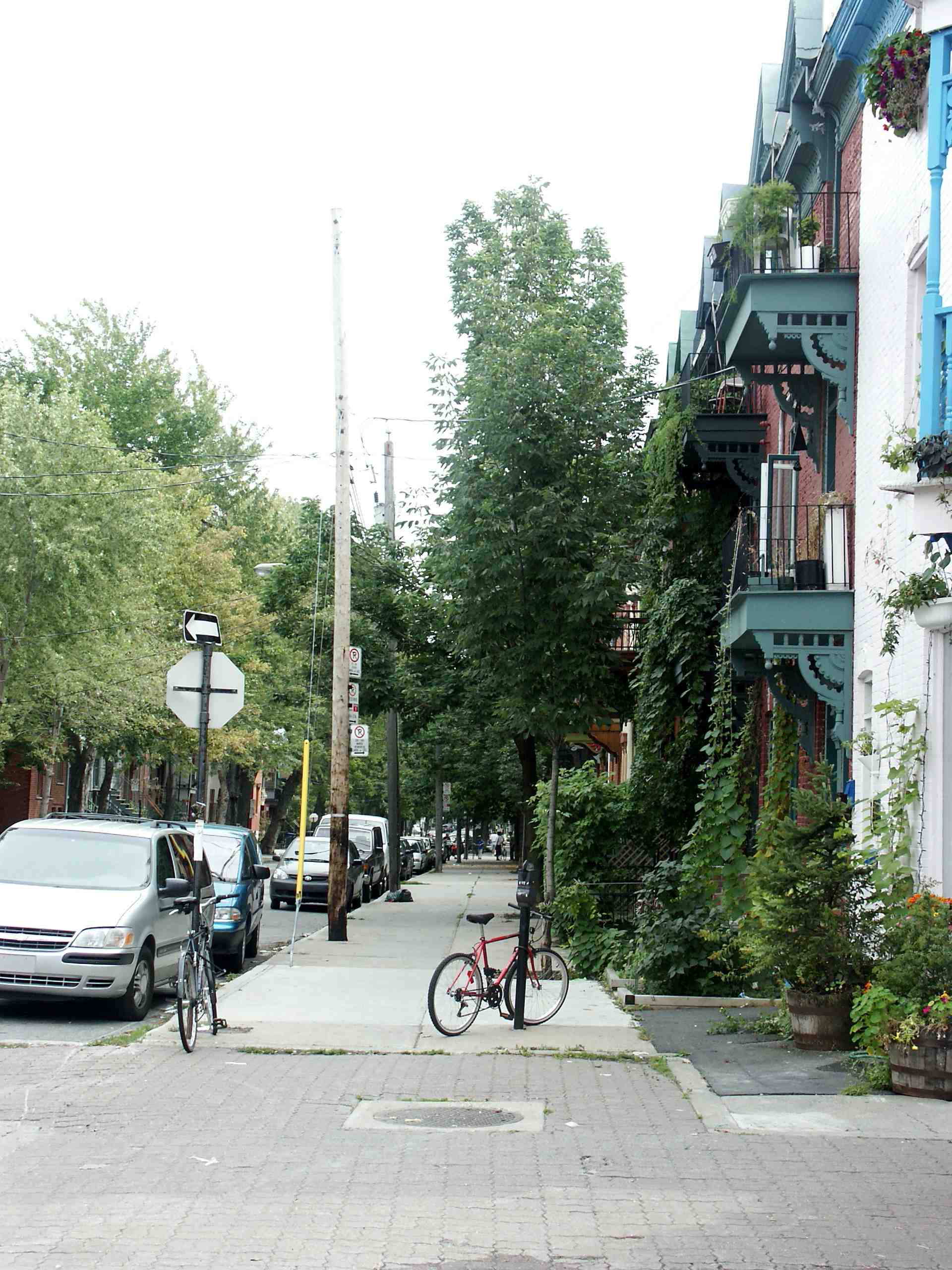
Vue sur l'avenue Laval
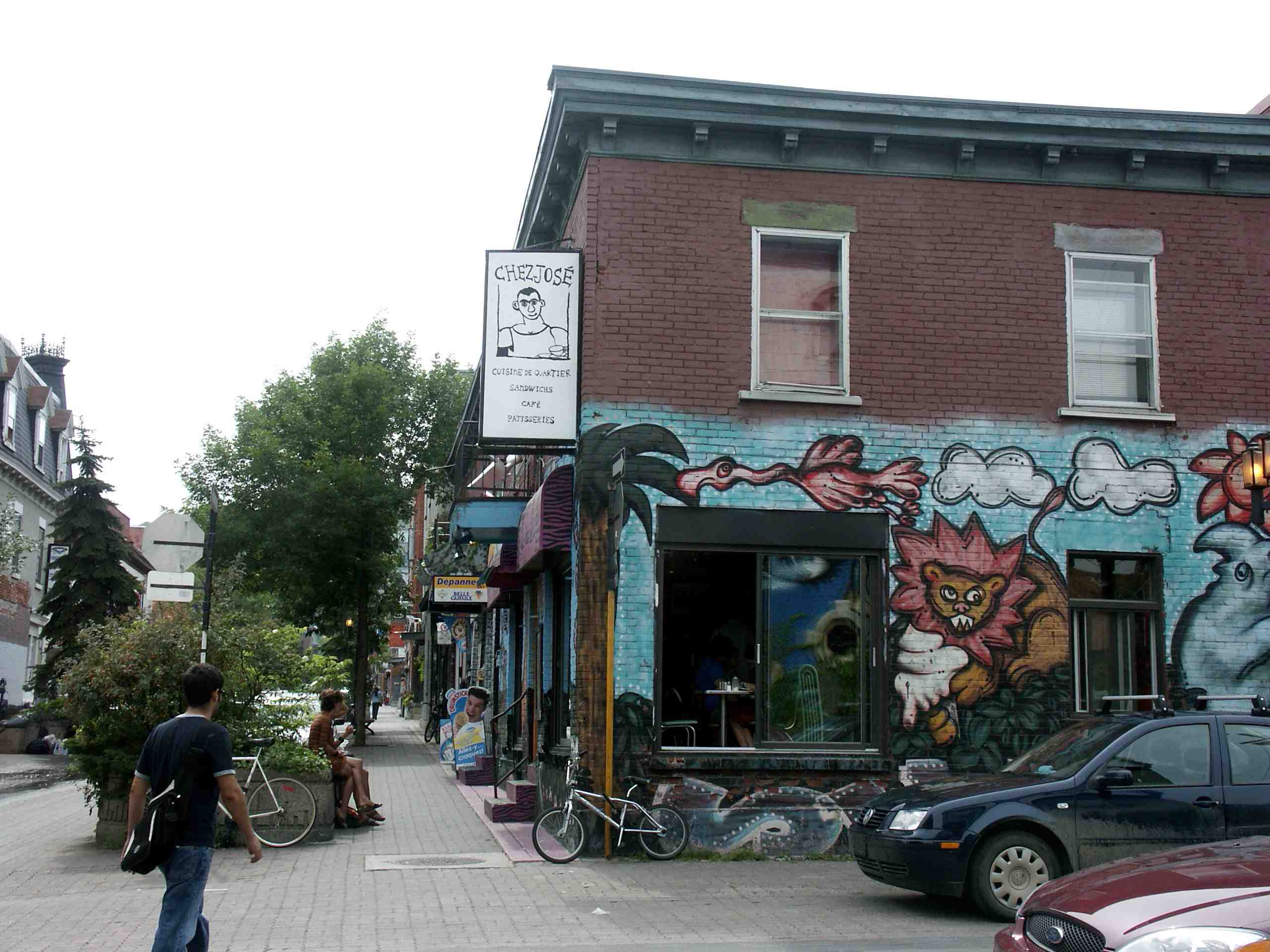
Resto de quartier
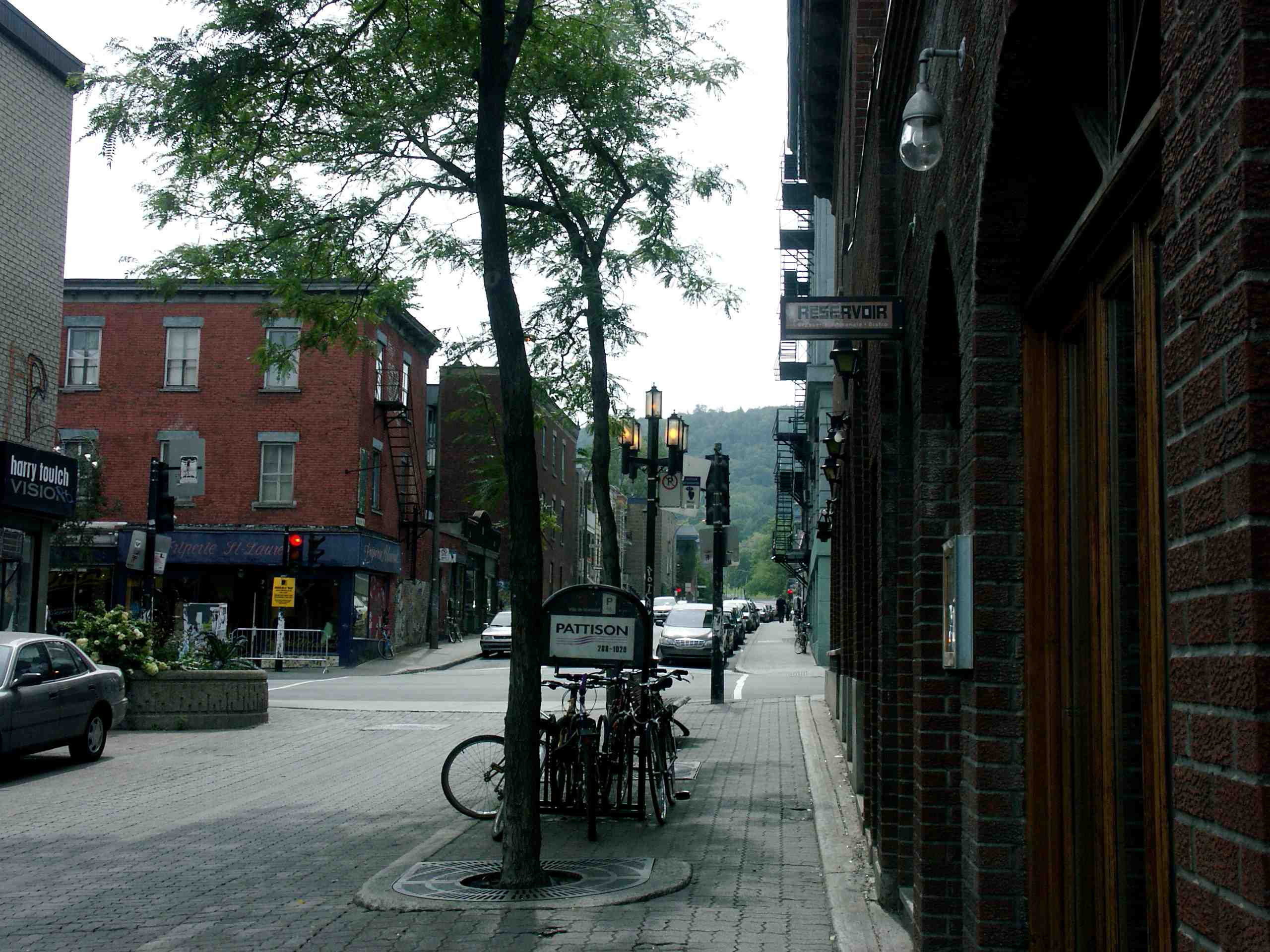
Vue sur le boulevard Saint-Laurent avec le mont Royal en arrière-plan